# Урасава, Наоки
Наоки Урасава (яп. 浦沢 直樹 Урасава Наоки) — известный мангака, работающий в области сэйнэн-манги. Среди наиболее популярных работ можно назвать 20th Century Boys, Master Keaton и Monster.
Наоки Урасава родился 2 января 1960 года в Токио, окончил университет Мэйсэй по специальности экономика. Мангой заинтересовался ещё в школе. Дебютировал в 1981 году с мангой Return, получившей премию издательства «Сёгакукан» в 1990 году. Он дважды получал премию издательства «Сёгакукан», дважды — приз Тэдзуки Осаму за достижения в области культуры и один раз премию манги издательства «Коданся».
Четыре его работы были экранизированы в виде аниме: Yawara!, Master Keaton, Monster и Pluto.

## Карьера
Первую свою работу Return Урасава нарисовал в 1981 году, в следующем году за неё он получает премию издательства «Сёгакукан». Первая многотомная манга Pineapple Army была создана им совместно с Кадзуей Кодо, Урасава отвечал за графику, а Кодо — за сюжет.
В 1993 начал работу над мангой Happy!, которая продолжалась 23 тома. В 2006 году по ней было снято два художественных фильма.
В 1994 году начал работать над мангой Monster длиной в 18 томов. В 2002 году, спустя год после завершения манги, Урасава публикует её сиквел в виде новеллы — «Другой Монстр: Хроника одного расследования». В 2004 году по оригинальной манге начинает выходить аниме-адаптация за производством Madhouse.
В 1999 году начинается публикация новой манги Урасавы — 20th century boys. Заканчивается манга в 2006 году, спустя 22 тома. В том же году выходит её двухтомное продолжение 21st century boys.
В 2003 году Урасава начал работать над мангой Pluto, основанной на манге Astro Boy за авторством Осамы Тэдзуки. Произведение насчитывает 8 томов. В 2018 году была анонсирована аниме-адаптация, которая увидела свет в 2023 году. За производство отвечала студия M2. 
В 2008 году, работая в издательстве «Коданся», Урасава создает мангу Billy Bat, которая публикуется в журнале Weekly Morning. Урасава получает должность преподавателя в университете Nagoya Zokei, где ведёт курсы манги несколько раз в год.
В 2017 году совместно с комиком Дзюндзи Такадой он начинает вести юмористическую радиопередачу, где они рассказывают о себе и своей жизни. В этом же году в рамках сотрудничества с Лувром он создает небольшую серию манги Mujirushi - Le signe des rêves.

## Музыкальная карьера
Помимо манги, Урасава также занимается музыкой. Вдохновляясь творчеством Такуры Ёсиды и Боба Дилана, он начал играть в перерывах между работой. Он выпустил два альбома, в 2008 и 2016 годах. Сингл «Tsuki ga Tottemo» вышел на CD, включенном в первый выпуск 11-го тома манги 20th Century Boys в 2002 году.

## Работы
- Beta!!, 1984.
- Yawara!, 1987–1993, премия «Сёгакукан»[7].
- Pineapple ARMY, 1986–1988.
- Dancing Policeman, 1987.
- Master Keaton, 1988–1994, выходила в журнале Big Comic Original.
- NASA, коллекция рассказов, 1988.
- Happy!, 1993–1999.
- Monster, 1994–2001, премия «Сёгакукан»[7], приз Тэдзуки Осаму за достижения в области культуры, второй приз на Японском фестивале медиа-арта.
- Jigoro!, коллекция рассказов, 1994.
- 20th Century Boys, 1999–2006, премия издательства «Коданся»[8], премия «Сёгакукан»[7], второй приз на Японском фестивале медиа-арта.
- Another Monster, роман, 2002.
- Pluto, 2003–2009, приз Тэдзуки Осаму за достижения в области культуры.
- 21st Century Boys, 2006–2007.
- Billy Bat, 2008–2016.
- Master Keaton Remaster, 2012–2014.
- Mujirushi: Le Signe des Rêves, 2017–2018.